# Avicultura
A avicultura é o ramo da Zootecnia dedicado a criação de aves para produção de alimentos, em especial carne e ovos. Entre as espécies criadas na avicultura destaca-se o frango. Em muito menor escala, também são criadas aves como perus, patos, gansos, codornas e avestruzes.

## No Brasil
Dentro do complexo brasileiro de carnes, a avicultura é considerada por muitos como a atividade mais dinâmica. O desenvolvimento dessa atividade ocorreu a partir do final da década de 1950, nos estados da Região Sudeste, principalmente em São Paulo. As primeiras matrizes foram importadas e desembarcaram no extinto Estado da Guanabara, e em seguida e por ordem, Rio de Janeiro, São Paulo e num segundo momento em Santa Catarina. Na década de 1970, período em que houve profunda reorganização do complexo de carnes no Brasil, a atividade passou a ser liderada pelos estados de Santa Catarina e Mato Grosso, devido a proximidade e como consequência o custo mais baixo dos grãos de milho e soja, principais insumos para a produção de frangos vivos.Os frangos de perna curta são desclassificados.
Além dos alimentos trazidos pelos imigrantes japoneses no Brasil destaca-se também a grande expansão da avicultura brasileira que só cresceu de vez quando foram trazidas aves-matrizes do Japão e com a experiência dos imigrantes japoneses nas granjas. A cidade paulista de Bastos foi fundada por colonos japoneses e sua principal atividade é a avicultura sendo que o município possuí o título de "capital do ovo" e o seu principal evento é a Festa do Ovo, que é um evento de repercussão internacional e oficialmente reconhecido pelo governo do Estado de São Paulo e consta no calendário de eventos agropecuários da Secretaria de Agricultura e Abastecimento e também no Ministério da Agricultura. A avicultura em Bastos, é uma atividade econômica presente desde a chegada dos imigrantes japoneses, atualmente Bastos é a maior produtora ovos do Brasil e da América Latina, sendo que são produzidos 14 milhões de ovos por dia, o que corresponde a 40% de toda a produção do estado e 20% do país.
Exportar tem sido uma prioridade para o setor que, em 2001, ultrapassou a barreira do bilhão de dólares com as exportações. Somente em 2010 a produção brasileira de carne de frango chegou a 12,23 milhões de toneladas, segundo dados da UBABEF.
No mercado consumidor interno, o brasileiro tem mudado seu hábito de consumo de carnes, passando de um país preponderantemente consumidor de carne bovina para consumidor da carne de frango. A qualidade, a imagem de produto saudável e os preços acessíveis auxiliaram na conquista dessa posição. O aumento do consumo per capita demonstra essa mudança de hábito. 
Desde o inicio da produção de frangos de corte no Brasil, a cadeia produtiva modernizou-se, devido à necessidade de redução de custos e aumento de produtividade, tentando com isso não perder competitividade em nível mundial. Como consequência, tem sido uma das mais organizadas do mundo, destacando-se das demais criações pelos resultados alcançados não só em produtividade e volume de abate, como também no desempenho econômico, onde têm contribuído de forma significativa para a economia do Brasil. Outro fator favorável à criação de frango no Brasil é a alta produção interna de grãos como o milho, que servem de alimento para o plantel. A atuação da Embrapa em pesquisas de melhoramento genético e na instrução de produtores também é bastante relevante.
Em muitos países do Oriente Médio, o consumo de carne congelada de frango está fortemente associado à exploração desse mercado por empresas brasileiras. Em países como a Arábia Saudita e Israel, utilizam a palavra "Sadia" (marca da maior produtora de frangos congelados do Brasil) para designar frango congelado.
Além da Sadia, destacam-se internacionalmente marcas como Perdigão e Seara Alimentos. Em 2006 teve início uma forte onda de aquisições de empresas menores por outras maiores do mesmo ramo. Em 2009 as duas maiores empresas do país Sadia e Perdigão fizeram uma fusão o que originou a Brasil Foods. Apesar das compras e fusões, a Avicultura no Brasil possui particularidades regionais e grande fragmentação de sua produção que conta com aproximadamente 350 locais de abate espalhados por todo o país, sendo que 81% do volume produzido para o mercado externo e interno se concentra em 50 locais de abate.

## No mundo
A avicultura é uma atividade econômica cada vez mais relevante mundialmente. De acordo com o USDA, os principais exportadores de frango são o Brasil (3 040 000 toneladas), os Estados Unidos (com 2 538 000 toneladas por ano), a União Europeia (780 000 toneladas), a Tailândia (400 000 toneladas) e a República Popular da China (360 000 toneladas).
O Brasil se tornou o maior exportador de aves em 2004.

## Raças Autóctones Portuguesas
Portugal conta com a presença de 4 raças autóctones de espécies avícolas:
- Amarela
- Branca
- Pedrês Portuguesa
- Preta Lusitânica